# Sebastian Brendel
Sebastian Brendel (* 12. März 1988 in Schwedt/Oder, Bezirk Frankfurt (Oder), DDR) ist ein ehemaliger deutscher Kanute und dreifacher Olympiasieger.

## Karriere
Brendel betreibt den Kanadiersport seit 1996 in Schwedt, trainiert jedoch seit 2000 beim KC Potsdam. Seit September 2008 ist er Bundespolizist. Seinen sportlichen Durchbruch erreichte er im Jahr 2005, als er im ungarischen Szeged als 17-Jähriger bei den Juniorenweltmeisterschaften Doppelweltmeister im Einer-Canadier wurde. Im Jahr 2007 qualifizierte er sich erstmals für das Nationalteam der Leistungsklasse und wurde bei den Weltmeisterschaften in Duisburg Vizeweltmeister im Vierer-Canadier. 2008 machte er bei den nationalen Sichtungen als Ranglisten-Erster seine Ansprüche auf einen Start bei Olympia deutlich. Bei den Europameisterschaften 2008 in Mailand gewann er Silber und Bronze im Einer-Canadier. Bei den Olympischen Sommerspielen 2012 in London gewann er die Goldmedaille im Einer-Canadier.
Bei den Weltmeisterschaften 2013 in Duisburg holte Brendel im Einer-Canadier Gold über 5000 Meter, außerdem wurde er Zweiter über 1000 Meter. Mit der Staffel gewann er ebenfalls die Silbermedaille über 200 Meter. Bei den Weltmeisterschaften in Moskau verteidigte er seinen Titel über 5000 Meter. Auch über 1000 Meter holte er im Einer-Canadier Gold sowie Silber über 500 Meter.
Bei den Olympischen Sommerspielen 2016 in Rio de Janeiro gewann Brendel erneut die Goldmedaille im Einer-Canadier und verteidigte somit seinen Olympiatitel. Damit ist er nach dem Tschechoslowaken Josef Holeček erst der zweite Kanute dem dies gelingt. Mit Jan Vandrey wurde er zudem Olympiasieger im Zweier-Canadier über 1000 m. Bei der Schlussfeier war er Fahnenträger der deutschen Mannschaft.
Bei den 2021 ausgetragenen Olympischen Spielen 2020 in Tokio ging  Brendel im Zweier-Canadier mit Tim Hecker an den Start der 1000-Meter-Strecke. Nach ersten Plätzen im Vorlauf und dem Halbfinale erreichten Hecker und Brendel den Finallauf, den sie in 3:25,615 Minuten hinter den siegreichen Kubanern Serguey Torres und Fernando Jorge und den beiden Chinesen Liu Hao und Zheng Pengfei auf dem dritten Platz beendeten und damit die Bronzemedaille gewannen.
Anfang Juli 2025 gab er sein sofortiges Karriereende bekannt.

## Privates
Mit seiner Familie mit zwei Kindern, einer Tochter (* 2010) und einem Sohn (* 2013), lebt er in Potsdam.
Seit dem 1. September 2008 ist er zudem bei der Bundespolizei als Polizeihauptmeister tätig.

## Ehrungen
- 2012: Silbernes Lorbeerblatt[8]
- 2012: Sportler des Jahres von Brandenburg
- 2014: Sportler des Jahres von Brandenburg
- 2015: Champion des Jahres[9]
- 2015: Sportler des Jahres von Brandenburg
- 2016: Sportler des Jahres von Brandenburg (in der Einzelwertung und im Team mit Jan Vandrey)
- 2017: Sportler des Jahres von Brandenburg (in der Einzelwertung und im Team mit Jan Vandrey und Stefan Kiraj)
- 2018: Sportler des Jahres von Brandenburg
- 2019: Verdienstorden des Landes Brandenburg
- 2022: Sportler des Jahres von Brandenburg